# Sandrine Piau
Sandrine Piau est une cantatrice et harpiste française, née le 5 juin 1965 à Issy-les-Moulineaux, spécialiste du répertoire baroque. De par sa tessiture et son répertoire, elle est soprano.

## Biographie
Après avoir rencontré William Christie au Conservatoire national supérieur de musique et de danse de Paris, où elle faisait ses études de harpe, Sandrine Piau est entrée dans le monde de la musique baroque . Elle a collaboré avec des chefs renommés de ce répertoire : William Christie, Christophe Rousset, Philippe Herreweghe,  Hervé Niquet, Fabio Biondi, Gérard Lesne... « Au départ, rien ne m’y prédestinait, d’autant plus que j’étais harpiste « moderne », je ne baignais pas du tout dans le baroque. William Christie, Christophe Rousset et tant d’autres ont clairement orienté ma vie musicale. De plus, ce milieu baroque était très perméable. Rencontrer un chef vous faisait entrer dans une sorte de famille et vous les rencontriez tous ! ».
La soprano ne s'est pas limitée au baroque. Elle aborde des rôles du répertoire classique : Weber et surtout Mozart où elle excelle, compositeur dont elle nourrit l'interprétation des œuvres de son expérience de "baroqueuse" : « il y a tous ces opéras seria qui sont moins souvent joués que la trilogie ou la Flûte enchantée. Des ouvrages comme Mitridate sont encore sur le modèle de l’opera seria haendélien avec des da capo, et les références au baroque ne peuvent qu’aider à la compréhension des ornements, écrits par Mozart », ajoute-t-elle. Elle interprète Servillia (La Clemenza di Tito : « La Clémence de Titus »), Pamina (Die Zauberflöte : « La Flûte enchantée »), Constance (Die Entführung aus dem Serail : « L'Enlèvement au sérail »).
Egalement passionnée par un répertoire du vingtième siècle, elle ne fait que de rares incursions dans l'opéra du XIXe. Citons toutefois ses interprétations des rôles de Nanetta (Falstaff de Verdi), Wanda (La Grande-duchesse de Gérolstein d'Offenbach) et Sophie (Werther de Massenet). On l'entend aujourd'hui dans un répertoire plus récent : « j’enchaîne avec le Songe d'une nuit d'été de Britten puis Pelléas et Mélisande. J’ai également un Rosenkavalier en projet, donc des choses finalement très éclectiques. Hormis ce gros trou du XIXe siècle, tout m’interpelle ! [...] Prochainement, je vais chanter les Illuminations de Britten à Londres ».
En juillet 2014, Sandrine Piau interprète le rôle de Dalinda dans  une nouvelle production du dramma per musica de Georg Friedrich Haendel Ariodante au  Festival international d'art lyrique d'Aix-en-Provence.
Sandrine Piau se consacre également au lied et à la mélodie. Elle a enregistré des mélodies de Debussy avec Jos van Immerseel chez Naïve à la suite d'un concert donné aux Académies musicales de Saintes, et plus récemment l'album Évocation, fait de lieder et de mélodies de Debussy, Ernest Chausson, Richard Strauss, Zemlinsky, Charles Koechlin et Arnold Schoenberg, en compagnie de la pianiste Susan Manoff. Elle entame en 2022 une collaboration avec le pianiste David Kadouch.
On peut lire un portrait de Sandrine Piau par Thomas A. Ravier dans "Sans le baroque, la musique serait une erreur" publié dans le numéro 127  de la  revue L'infini aux éditions Gallimard  (ISBN 978-2070146048).
En 2022, elle prête sa voix à Fanny Ardant pour son rôle de la soprano Solange Galinato dans Couleurs de l'incendie, film adapté par Clovis Cornillac du roman éponyme de Pierre Lemaitre.

## Réception
Les critiques sont positives, élogieuses, comme le journal La Croix qui titre ainsi « Sandrine Piau, la magicienne aux pieds nus » et « Sandrine Piau, soprano pessimiste et rayonnante ... » ; de même que lors de ses concerts,.

## Décorations
- Chevalier de l'ordre des Arts et des Lettres (2006)

## Distinctions
- ECHO Klassik

## Discographie

### Intégrales d'opéra
CD
- Campra, Idoménée, Les Arts Florissants, dir. William Christie, Harmonia Mundi
- Cavalli, L'Ormindo (l'Armonia), Les Paladins, dir. Jérôme Correas, Pas Classics
- Haendel, Aci, Galatea e Polifemo (Aci), Le Concert d'Astrée, dir. Emmanuelle Haïm, Virgin
- Haendel, Riccardo Primo (Costanza), Les Talens Lyriques, dir. Christophe Rousset, L'Oiseau-Lyre
- Haendel, Rodrigo (Esilena), Il Complesso Barocco, dir. Alan Curtis, Virgin
- Haendel, Scipione (Berenice), Les Talens Lyriques, dir. Christophe Rousset
- Haendel, Serse (Atalanta), Les Arts Florissants, dir. William Christie, Virgin
- Martin, Le Vin herbé (Iseult), RIAS Kammerchor, Sharoun Ensemble, dir. Daniel Reuss, Harmonia Mundi
- Mendelssohn, Ein Sommernachtstraum, dir. Philippe Herreweghe, Harmonia Mundi
- Mondonville, Les Fêtes de Paphos, Les Talens lyriques, Christophe Rousset, L'Oiseau lyre
- Monteverdi, Il combattimento di Tancredi e Clorinda ;  Madrigali guerrieri ed amorosi , Les Arts Florissants, dir. William Christie, Harmonia Mundi
- Mozart, Mitridate, re di Ponto (Ismène), Les Talens Lyriques, dir. Christophe Rousset, Decca
- Mozart, Zaide (Zaide), Orchestre de Chambre de la Radio Néerlandaise, dir.  Ton Koopman, Brillant Classics
- Offenbach, La Grande-duchesse de Gérolstein (Wanda), Les Musiciens du Louvre, dir. Marc Minkowski, Virgin
- Purcell, The Fairy Queen, Les Arts Florissants, dir. William Christie, Harmonia Mundi
- Purcell, King Arthur (opéra),, Les Arts Florissants, William Christie, Erato
- Rameau, Castor et Pollux (Vénus, une ombre, une planète), Les Arts Florissants, dir. William Christie, Harmonia Mundi
- Rameau, Les Indes galantes (Zaïre), Les Arts Florissants, dir. William Christie, Harmonia Mundi
- Rameau, Pygmalion (L'Amour), Les Arts Florissants, dir. William Christie, Harmonia Mundi
- Rameau, Pygmalion (La statue), Le Concert Spirituel, dir. Hervé Niquet, Virgin
- Rameau, Zaïs, Les Talens lyriques, dir. Christophe Rousset, Aparté
- Rossi, Orfeo, Les Arts Florissants, William Christie, Harmonia Mundi
- Viardot, Cendrillon, Opera Rara
- Vivaldi, L'Atenaide (Atenaide), Modo Antiquo, dir. Federico Maria Sardelli, Naïve
- Vivaldi, La fida ninfa, Ensemble Matheus, dir. Jean-Christophe Spinosi, Naïve

DVD
- Haendel, Serse (Atalanta), Les Talens Lyriques, dir. Christophe Rousset, TDK
- Offenbach, La Grande-duchesse de Gérolstein (Wanda), Les Musiciens du Louvre, dir. Marc Minkowski, Virgin
- Massenet, Werther (Sophie), Orchestre national du Capitole de Toulouse, dir. Michel Plasson, Virgin
- Rameau, Les Paladins (Nérine), Les Arts Florissants, dir. William Christie, Opus Arte
- Monteverdi, L'incoronazione di Poppea (Amore, Damigella), Les Talens Lyriques, dir. Christophe Rousset, Opus Arte
- Poulenc, Dialogues des Carmélites, Rohrer, Erato
- Prokoviev, L'Amour des trois oranges, Rotterdam Philharmonic, Stephane Deneve, Opus Arte

### Récital d'opéra
- Boccherini, Madrid, Puclinella, Gaillard, Ambroisie
- Haendel, Opera seria, Les Talens Lyriques, dir. Christophe Rousset, Naïve
- Haendel, Arie e duetti d'amore, Europa Galante, dir. Fabio Biondi, Opus 111
- Haendel, Airs et duos, avec Sara Mingardo, Concerto Italiano, Rinaldo Alessandrini, Naïve
- Haendel, Between Heaven and Earth, Accademia Bizantina, Montanari, Naïve
- Haendel, Cantates italiennes et duos, Les Paladins, dir. Jerôme Corréas
- Lully, Rameau, Campra, Charpentier, Le Triomphe de l'amour, Les Paladins, Jérôme Corréas, Naïve
- Monteverdi & Cavalli, Sogno Barocco, avec Anne Sofie von Otter, Cappella Mediteranea, Leonardo Garcia Alarcon, Naïve
- Mozart, Opera arias, Freiburg Baroque Orchestra, dir. Gottfried von der Goltz, Naïve
- Mozart, Desperate Heroines, Mozarteum Orchestra Salzburg, dir Ivor Bolton, Naïve
- Vivaldi, Arie d'opera, Modo Antiquo, dir. Federico Maria Sardelli, Naïve

### Lied et mélodie
- Chausson, Chanson perpetuelle, Quatuor Parisii, Saphir productions
- Berg, Webern & Schoenberg, Quatuor Diotima, Naïve
- Britten, Les Illuminations, Northern Sinfonia, Zehetmair, BPF
- Debussy, Mélodies, dir. Jos van Immerseel, Naïve
- Debussy, Chausson, R. Strauss, Zemlinsky, Koechlin, Schoenberg, Evocation, piano : Susan Manoff, Naïve
- Debussy, St Saens, Caplet & Roussel, Une Flûte invisible, Alpha
- Delage, Mélodies, Eidi, Timpani
- Fauré, Mendelssohn, R.Strauss, Bouchot, Britten & Chausson, Après un rêve, piano : Susan Manoff, Naïve
- Mozart, Une soirée chez les Jacquin, Gilles Thomé, Zebra productions
- Schubert, Le Pâtre sur le rocher, alto : Antoine Tamestit, piano : Markus Hadulla, Naïve V 5219 (2009)

### Musique sacrée et motets
CD
- Bach, Mozart, Fauré, Brahms, Orchestre de chambre de Genève, dir. Michel Corboz, Virgin Records
- Bach, Cantates vol. 15, Amsterdam Baroque Soloist, Koopman
- Bach, Arias, Pulcinella, Ophélie Gaillard, Naïve
- Beck, Stabat Mater, Stagione Frankfurt, Schneider, Eloquence
- Brahms, Un Requiem allemand, Chœur de chambre Accentus, dir. Laurence Equilbey, Naïve Records
- Charpentier, Leçons de ténébres, Office du Jeudi Saint, Il Seminario Musicale, Gerard Lesne, Virgin veritas  1995.
- Clérambault, Soprano Cantatas and Sonatas, Le Concert Spirituel, dir. Hervé Niquet, Naxos
- Colasse, Cantiques spirituels de Racine, Les Talens Lyriques, dir. Christophe Rousset, Erato
- Delalande, Te Deum, Les Arts Florissants, William Christie, Harmonia Mundi
- Delalande, Petits motets, Les Arts Florissants, William Christie, Harmonia Mundi
- Couperin, Leçons de ténèbres, Les Talens Lyriques, dir. Christophe Rousset, Decca Records
- Couperin, Motets, Les Talens lyriques, Rousset, Virgin
- Fauré, Requiem, Accentus, dir. Laurence Equilbey, Naïve
- Haendel, Le Messie, Les Arts florissants, dir. William Christie, Harmonia Mundi
- Haydn, Les sept dernières paroles du Christ en croix, Accentus, Akademie für Alte Musik Berlin, dir. Laurence Equilbey, Naïve
- Haydn, La Création, Gabrieli consorts & players, Paul McCreesh, Archiv Productions
- Haydn, Harmoniemesse & Te Deum, Kujiken DHM
- Leo, Musique Sacrée, Les Talens lyriques, Christophe Rousset, Decca
- Mozart, Messe en ut mineur, Chœur Accentus, la chambre philharmonique, dir. Emmanuel Krivine, Naïve Records
- Rameau, Cantates profanes, Coin, Erato
- Scarlatti, Stabat Mater, Il Seminario musicale, dir. Gérard Lesne, Virgin
- Scarlatti, Haendel, Cantatas, Il Seminario musicale, dir. Gérard Lesne, Virgin
- Stradella, Motets, Il Seminario musicale, dir. Gérard Lesne, Virgin
- Stradella, Motets et Caldara, Medea, Il Seminario musicale, dir. Gérard Lesne, Virgin
- Valls, Missa Scala Aretina & Biber, Requiem, Nederlandse Bachverininge, Leohnardt, DHM
- Vivaldi, In furore, Laudate pueri e concerti sacri, Accademia Bizantina, dir. Ottavio Dantone, Naïve

DVD
- Mozart, Airs sacrés, Les Talens Lyriques, dir. Christophe Rousset, Armide
- Mozart, Messe du couronnement, Symphonique de la Radio de Vienne, dir. Bertrand de Billy, Euroarts

### Divers
- Armand Amar, Le Premier Cri (B.O.F.), Naïve
- Armand Amar, Home (B.O.F.), Naïve
- Jon Anderson, Chagall Duet, Change We Must, EMI, 1994

### Contributions
- Boccherini, Madrid, dir. Ophélie Gaillard, Ambroisie